# Sussaba tertia
Sussaba tertia là một loài tò vò trong họ Ichneumonidae.